# Borgmestre for Fred
Borgmestre for Fred er en international, ikke-statslig organisation, der er omfattet af FN-pagten. Pr. 1. maj 2015 bestod den af 6.675 byer fra 160 lande og områder, som støtter "Programmet til fremme af byers solidaritet med henblik på total afskaffelse af atomvåben" ("Program to Promote the Solidarity of Cities Toward the Total Abolition of Nuclear Weapons"), fremsat af byerne Hiroshima og Nagasaki i juni 1982 på FN’s anden særlige samling om nedrustning.
Borgmestre for Fred forsøger at styrke solidariteten og samarbejdet byer imellem og medvirke til verdensfreden primært ved at arbejde for afskaffelse af atomvåben. Organisationen søger ligeledes at få flere til at tage fat på de problemer, der truer fredelig sameksistens, det være sig sult, fattigdom, overtrædelse af menneskerettigheder, lokale konflikter eller miljømæssige ødelæggelser.
Borgmestre for Fred har påbegyndt en ekstraordinær kampagne for at opnå totalt forbud mod atomvåben senest år 2020 og kræver, at NPT-undersøgelseskonferencen forlanger genoptagelse af forhandlinger, der skal føre frem til en universel atomvåbenkonvention. På Borgmestre for Freds sjette generelle konference vil man vurdere resultaterne af NPT-undersøgelseskonferencen og diskutere, hvilken rolle Borgmestre for Fred kan spille for at fremme afskaffelsen af atomvåben.
Dr. Tadatoshi Akiba er formand for Borgmestre for Fred og borgmester i Hiroshima.
Borgmestre for Fred har siden 2007 fået 12 medlemmer Arkiveret 13. juni 2017 hos  Wayback Machine i Danmark heriblandt København, og har mange medlemmer i Europa, også andre hovedstæder som f.eks. Berlin, London, Paris og Stockholm.
Belgien er med 378 Arkiveret 18. maj 2015 hos  Wayback Machine byer det land i Vesteuropa, hvor flest byer er tilsluttet.

## Eksterne links
- Mayors for Peace (officiel website)